# Hangul
Hangul (koreansk: 한글 hangeul) er et fonetisk koreansk alfabet.
Hangul blev introduceret af Kong Sejong den store i 1443 som skriftsprog for koreansk. Det bruges for at skrive koreansk i både Nordkorea og Sydkorea, men i enkelte sammenhænge kompletteres det i Sydkorea med kinesiske skrifttegn i form af hanja.[kilde mangler] Det er verdens eneste tilrettelagte og hyppigt brugte fonetiske skriftsprog, som med vilje er udformet, for at det skal være enkelt at forstå: Som i indiske skriftsprog klassificeres hanguls konsonanter efter, hvor i munden de skal udtales, men det siges, at hangul går et skridt videre, ved at tegnene også repræsenterer et skematisk opsæt af, hvordan, munden skal positioneres for at udtale lyden. ㄱ [k] angiver, at tungen er presset op mod ganen, ved kindtænderne, mens ㅋ [kʰ] desuden har en streg, som viser aspiration. 
Én inspirationskilde til konstruktionen af Hangul kan, ifølge nogen lingvister, have været 'Phags-pa-skriften fra Yuan-dynastiet.
Selv om Hangul er kendt for at være fonetisk korrekt, er det på grund af ændringer, som er sket i sproget, ikke længere helt sådan. En person, som lærer sig at læse Hangul, er nødt til at lære sig en række assimilationsregler. Enkelte lyde, som i lidt ældre koreansk var forskellige, såsom 애 (ae) og 에 (e), udtales af mange koreanere i dag (specielt yngre koreanere) helt ens. Dette udgør en udfordring for udlændinge, som lærer sproget, eftersom man kan læse forskellen, men ikke høre forskel og må derfor gætte, hvis man skal nedskrive nye ord.
Ved translitteration til det latinske alfabet af koreansk bruger Nordkorea officielt McCune-Reischauer-systemet. I 2000 gik Sydkorea over til brug af en revideret translitteration.
Hanguldagen markeres den 9. oktober i Sydkorea og 15. januar i Nordkorea.

## Det koreanske alfabet
Det koreanske alfabet består af 14 konsonanter og 10 vokaler:
| Konsonanter - ㄱ-G,K - ㅋ-K - ㄷ-D - ㅌ-T - ㅂ-B - ㅍ-P - ㅈ-J - ㅊ-TJ - ㅅ-S - ㅎ-H - ㅁ-M - ㄴ-N - ㅇ-NG (denne konsonant er i de fleste ord stum, men når den bruges som en sidstekonsonant, udtales den som -ng.) - ㄹ-R,L | Vokaler - ㅏ-A - ㅓ-EO - ㅗ-O - ㅜ-U - ㅡ-EU - ㅣ-I - ㅑ-YA - ㅕ-YEO - ㅛ-YO - ㅠ-YU |